# Technology and Culture
Technology and Culture es una revista académica trimestral  fundada en 1959. Es una publicación oficial  de la Sociedad para la Historia de la Tecnología (SHOT), cuyos miembros la llaman comúnmente "T&C". Pública artículos académicos, ensayos críticos, comentarios de libros y exposiciones de museo. Ocasionalmente, la revista publica ediciones temáticas; sobre temas como: patentes, género y tecnología, y ecología. Technology and Culture ha tenido tres redactores jefe: Melvin Kranzberg (1959–1981), Robert C. Post (1982–1995), y John M. Staudenmaier (1996–2010). Desde 2011 la revista ha sido editada en la Universidad de Oklahoma por el profesor Suzanne Moon. Entre los editores se cuentan Joan Mentzer, Joseph M. Schultz, David M. Lucsko, y Peter Soppelsa.
En su proclama inaugural, el editor Melvin Kranzberg mostró la triple misión educativa de la revista: "promover el estudio de la historia de tecnología, mostrar las relaciones entre tecnología y otros elementos de la cultura y hacer estos elementos un conocimiento disponible y comprensible al ciudadano educado." Ninguna revista hasta entonces en la existencia tuvo como su foco primario la historia de tecnología y sus relaciones con sociedad y cultura. El adecuado manejo de estos temas en toda su complejidad y una aproximación verdaderamente interdisciplinaria fue necesaria. Y esto sería la única contribución de Tecnología and Culture.

## Métricas de revista
2024
- Web of Science Group : 0.85
- Índice h de Google Scholar: 36
- Scopus: 0,51